# Johannes Magnus
Johannes Magnus – nascido em 1488 em Linköping, falecido em 1544 em Roma – foi o último arcebispo católico da Suécia. Era irmão do escritor Olavo Magno. Com a passagem da Suécia do catolicismo para o protestantismo, Johannes Magnus foi obrigado a fugir do país em 1526. No exílio, em Roma, escreveu uma história fantasiosa da Suécia e dos seus reis - Historia de omnibus Gothorum Sveonomque regibus (literalmente História de todos os reis dos Gotas e dos Suíones), imprimida em 1554.

## Biografia
Estudou na Alemanha, França e Itália; durante algum tempo foi agente diplomático do regente da Suécia, Sten Sture, o Moço, na cúria pontifícia. Em 1523, Johannes retornou como emissário papal para a Escandinávia pelo Papa Adriano VI, seu antigo professor na Universidade de Leuven. Em 1523, ele investigou a disputa entre o novo rei sueco, Gustav I Vasa, e o Arcebispo Trolle de Uppsala, que foi acusado de apoiar a reivindicação do Rei Cristiano II da Dinamarca ao trono sueco. Após exilar Trolle, Gustavo I o elegeu arcebispo de Uppsala.
O Papa Clemente VII não aceitou a nomeação, deixando Magnus apenas como administrador em 1534 enquanto investigava a deposição. Apesar do rei ignorar o papa e manter Magnus no cargo, ele logo entrou em conflito com as tentativas iniciais de reforma de Gustavo I e, em 1526, deixou o país. Os irmãos Magnus viveram em Danzig, Polônia, e, a partir de 1541, em Roma.
Em 6 de junho de 1533, Johannes foi confirmado pela Santa Sé como Arcebispo de Uppsala e ordenado em 28 de julho, em Roma, pelo bispo Lorenzo Santarelli. Apesar disso, nunca mais viveu em sua sé.
Faleceu no exílio, em Roma, e foi sepultado na Basílica de São Pedro.

## Obras

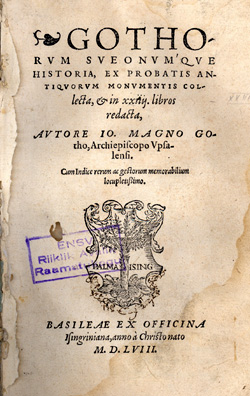
Gothorum Sveonumque Historia

A Historia de omnibus Gothorum Sueonumque regibus ("História de todos os reis dos godos e suecos") é uma obra sobre a história sueca, que foi impressa postumamente em Roma em 1554 pelo irmão de Johannes, Olaus Magnus. Olaus o enviou para a Suécia com uma dedicatória aos duques Eric, John, Magnus e Charles, filhos de Gustav. Posteriormente, foi republicado várias vezes. Apareceu em uma tradução sueca por Er. Schroderus pela primeira vez em 1620. É uma fonte pouco confiável para o início da história sueca.
Johannes Magnus fez uso criativo da Getica de Jordanes e de Saxo Grammaticus para retratar a história do povo sueco, de seus reis e dos "godos no exterior". Ele afirma que Magogue, filho de Jafé, foi o primeiro rei da Suécia. Os primeiros 16 volumes são retomados no período antes de 1000 DC em uma estranha mistura de contos de escritores anteriores e sua própria ficção, supostamente derivada de registros rúnicos em Uppsala no Younger Futhark, que ele alegou ter servido aos godos como um alfabeto para cerca de dois milênios antes de Cristo. Johannes Magnus inventou uma lista de reis da Suécia com seis Erics antes de Eric the Victorious, onde ele começou a contar de Jordanes' Berigcomo Eric I. Ele também inventou seis reis do nome Charles antes de Charles Sverkersson. Foi assim que os filhos de Gustav I Vasa puderam se intitular como Eric (XIV) e Charles (IX). Embora a obra descreva esses Erics e Charles fictícios em termos geralmente positivos, ela também inclui alguns tiranos inventados com nomes semelhantes a Gustav.
A obra é extremamente patriótica e sugere que a Dinamarca era habitada por condenados exilados da Suécia, uma acusação que gerou uma forte refutação do tribunal dinamarquês.

Um marco no goticismo sueco e europeu, o trabalho de Johannes provou ser fundamental no nascimento de várias declinações do Nordicismo, argumentando que a humanidade se originou do Norte e imbuindo este ponto cardeal de poderosos significados políticos e proféticos.